# Shiranuiit
Das Mineral Shiranuiit ist ein sehr selten vorkommendes Kupfer-Rhodium-Sulfid aus der Spinell-Supergruppe mit der Endgliedzusammensetzung Cu+(Rh3+Rh4+)S4. Es kristallisiert mit kubischer Symmetrie und entwickelt blaugraue, körnige Kristalle von wenigen Mikrometern Größe.
Die Typlokalität sind Schwermineralseifen eines kleinen Flusses, der ultrabasische Gesteine bei der Kleinstadt Misato-machi in der Präfektur Kumamoto auf der Insel Kyūshū, Japan durchquert.

## Etymologie und Geschichte
Keikō (60–130), der 12. Tennō von Japan, geriet auf einer Pilgerreise nach Kyūshū in Seenot und konnte sich nur dank eines Leuchtfeuers an Land retten. Auf seine Frage, wer das rettende Feuer entzündet hatte, bekam er nur die wenig aufschlussreiche Antwort „SHIRANUI“, „Das Feuer, von dem niemand etwas weiß“. Auf diese Legende aus dem Nihonshoki geht der alte Name „Land des Feuers“ der heutigen Präfektur Kumamoto zurück und der hier gefundene Kupfer-Rhodium-Thiospinell wurde im Andenken an diese Legende Shiranuiit genannt.
Die synthetische Verbindung CuRh2S4 wurde 1967 untersucht, lange bevor die natürlichen Kupfer-Rhodium-Iridium-Sulfospinelle beschrieben wurden. CuRh2S4 und CuRh2Se4 waren die ersten Verbindungen mit Spinellstruktur, bei denen Supraleitung gemessen worden war. Die Sprungtemperatur von CuRh2S4 liegt bei 4,35°K.
Die ersten natürlichen Kupfer-Rhodium-Thiospinelle wurden 1985 von der Arbeitsgruppe um N. S. Rudashevskii beschrieben. Sie untersuchten Platinvorkommen in Flusssedimenten Kamtschatkas und des Aldan und beschrieben die neuen Spinelle Cuproiridsit (CuIr2S4) und Cuprorhodsit (CuRh2S4) als Spinelle der Linneit-Untergruppe mit zweiwertigen A-Kationen (Cu2+, Fe2+) und dreiwertigen B-Kationen (Ir3+, Rh3+).
Die empirischen Zusammensetzung dieses Cuprorhodsits gleicht weitgehend der des später beschriebenen Ferrorhodsit ((Cu0,5Fe0,5)Rh2S4) und weitere Untersuchungen zeigten, dass Kupfer in diesen Spinellen einwertig ist (Cu+) und Eisen dreiwertig (Fe3+). Bei der Neudefinition der Thiospinelle durch die Arbeitsgruppe um Ferdinando Bosi 2018 wurde daher der später beschriebene Ferrorhodsit diskreditiert und Cuprorhodsit neu definiert als (Cu+0,5Fe3+0,5)Rh3+2S4.
Das eisenfreie Kupfer-Rhodium-Thiospinell-Endglied wurde erst 2023 von einer japanischen Arbeitsgruppe in Einschlüssen in Isoferroplatin beschrieben und von der Kommission für neue Minerale, Mineralnamen und Klassifikation der IMA mit dem Namen Shiranuiit als neues Mineral der „Carrollit-Untergruppe“ anerkannt.
Die Anerkennung des Shiranuiit durch die CNMNC der IMA ist umstritten. Die Arbeitsgruppe um Louis J. Cabri zieht den Status als eigenständiges Mineral von Shiranuiit und Ezochiit in Zweifel.

## Klassifikation
Die strukturelle Klassifikation der IMA zählt den Shiranuiit zur Spinell-Supergruppe, wo er zusammen mit Carrollit, Cuproiridsit, Cuprokalininit, Fletcherit, Florensovit, Malanit, Rhodostannit und Toyohait die „Carrollit-Untergruppe“ innerhalb der „Thiospinelle“ bildet.
Da der Shiranuiit erst 2023 als eigenständiges Mineral anerkannt wurde, ist er weder in der zuletzt 1977 überarbeiteten 8. Auflage der Mineralsystematik nach Strunz noch in der „Lapis-Systematik“ nach Stefan Weiß oder der zuletzt 2009 aktualisierten 9. Auflage der Strunz’schen Mineralsystematik verzeichnet.
In der Systematik der Minerale nach Strunz (9. Auflage) wird der Zusammensetzungsbereich des Shiranuiit durch den Spinell Cuprorhodsit (damals CuRh2S4) abgedeckt wird und zusammen mit Bornhardtit, Cadmoindit, Carrollit, Cuproiridsit, Daubréelith, Ferrorhodsit, Fletcherit, Florensovit, Greigit, Indit, Kalininit, Linneit, Malanit, Polydymit, Siegenit, Trüstedtit, Tyrrellit, Violarit und Xingzhongit zur „Linneitgruppe“ mit der System-Nr. 2.DA.05 gehört.
Die von der Mineraldatenbank „Mindat.org“ weitergeführte Strunz-Klassifikation, die sich im Aufbau nach der 9. Auflage der Strunz’schen Mineralsystematik richtet, führt in der Gruppe 2.DA.05 auch die nach 2009 neu beschriebenen Spinelle Berndlehmannit, Cuprokalininit, Joegoldsteinit, Nickeltyrrellit und Shiranuiit. Die Spinelle Ezochiit und Grimmit werden hier zusammen mit Ferrodimolybdänit (FeMo2S4), Zaykovit (Rh3Se4) und Zolenskyit (FeCr2S4) der allgemeineren Gruppe 2.DA (Metallsulfide mit M:S=3:4) zugewiesen.
Auch die vorwiegend im englischen Sprachraum gebräuchliche Systematik der Minerale nach Dana kennt den Shiranuiit noch nicht.

## Chemismus
Shiranuiit hat die Endgliedzusammensetzung Cu+(Rh3+Rh4+)S4.
Der Shiranuiit aus der Typlokalität ist ein normaler Spinell mit der empirischen Zusammensetzung (Koordinationszahl der Gitterposition in eckigen Klammern):
- [4](Cu+0,95Fe3+0,04Ni2+0,01)[6](Rh3+1,20Rh4+0,77Ir4+0,06Pt4+0,01)O4[2]

## Kristallstruktur
Natürlicher Shiranuiit kristallisiert mit kubischer Symmetrie der Raumgruppe Fd3m (Raumgruppen-Nr. 227) und dem Gitterparameter a = 9,757(2) Å sowie 8 Formeleinheiten pro Elementarzelle. In diesem normalen Spinell ist die Tetraederposition vollständig mit Kupfer (Cu+) besetzt. Die Oktaederposition ist gemischt besetzt mit drei- und vierwertigem Rhenium (Rh3+Rh4+).

## Bildung und Fundorte
Shiranuiit ist bislang nur in seiner Typlokalität, die Schwermineralseifen eines kleinen Flusses bei der Kleinstadt Misato-machi in der Präfektur Kumamoto auf der Insel Kyūshū, Japan beschrieben worden. Der Thiospinell findet sich hier in sulfidischen Einschlüssen in Isoferroplatin, das an seinen Rändern oft umgewandelt ist in Tulameenit oder Tetraferroplatin, wo er sich z. B. zusammen mit Michitoshiit–(Cu) bei der Umwandlung von Bowieit bildete. Ein weiteres Begleitmineral ist Cuprorhodsit.